# Венецианская маска

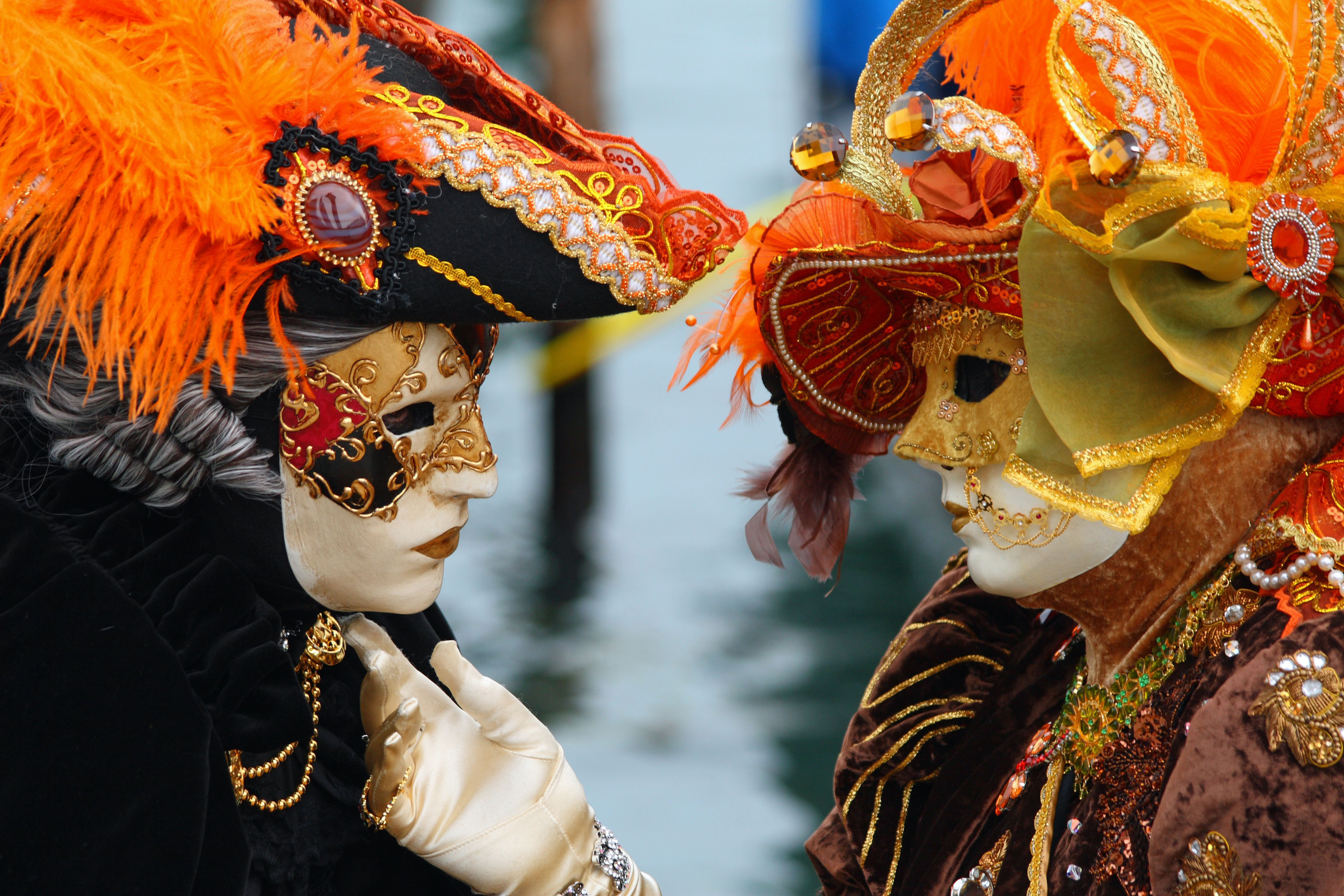
Вольто и Дама на карнавале 2010 года

Венецианская маска — традиционный символ ежегодного венецианского карнавала.

## История маски
Знаковой датой в истории венецианских масок является 1436 год, когда изготовители масок (mascareri) основали собственную гильдию. C тех пор искусство развивалось и к современной эпохе достигла высокого уровня.
Маски использовались и в повседневной жизни с целью скрыть лицо. Это служило самым разнообразным целям: от романтических свиданий до совершения преступлений. Последние привели к запрету ношения масок вне карнавала незадолго до конца Венецианской республики.

И приходит в оперы множество людей в машкарах, по-словенски в харях, чтоб никто никого не познавал, кто в тех операх бывает, для того что многие ходят з женами, также и приезжие иноземцы ходят з девицами; и для того надевают мущины и женщины машкары и платья странное, чтоб друг друга не познавали. Так и все время каранавала ходят все в машкарах: мущины, и жены, и девицы; и гуляют все невозбранно, кто где хочет; и никто никого не знает.— стольник П. А. Толстой, 1697
После Французской буржуазной революции, с падением Венецианской республики венецианский карнавал с его масками запрещены. В правление Муссолини венецианские маски также были официально запрещены.

## Виды масок
Маски приблизительно можно подразделить на два вида.
1. варианты масок итальянской комедии дель арте (комедии масок) — особого вида уличного театрального представления итальянского Возрождения, возникшего в середине XVI века. К ним относятся Арлекин, Коломбина, Педролино, Пульчинелла, Пьеро, Бригелла, Дзанни и другие персонажи, каждый из которых отличался определённым характером, стилем поведения и манерой одеваться.
2. классические маски (не связанные с театром) — это Баута, Венецианская дама, Джокер, Кот, Чумной доктор и Вольто. Они появились в результате многовекового развития венецианского карнавала, на которое большое влияние оказали древние смеховые обряды.

Ниже даны краткие описания некоторых масок.

### Баута

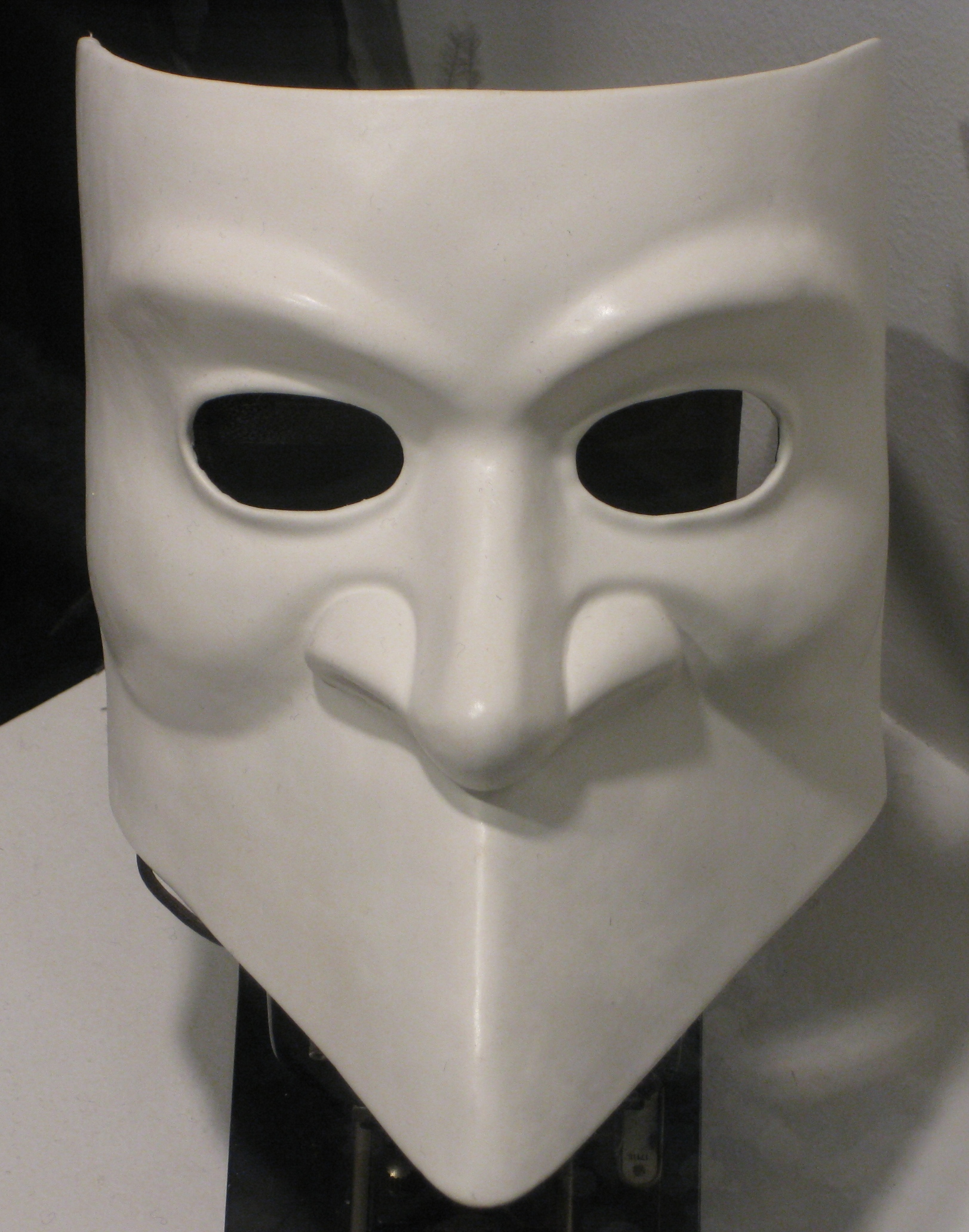
Баута

Баута — традиционно белая атласная маска c резким треугольным профилем и глубокими впадинами для глаз. Её изготавливали из папье-маше, керами или меди. По одной версии, название баута связано с итальянским словом «bau» или «babau», обозначающим вымышленное чудище, которым пугали маленьких детей.
Одна из самых популярных венецианских масок появилась в Венеции на рубеже XVII—XVIII веков. Изначально баутой назывался капюшон или платок/вуаль/накидка (zendado), обрамляющий белую маску Вольто. Впоследствии маска трансформировалась и выделилась в отдельную маску-бауту. Маска дополнялась треуголкой (tricorno) и пёстрой накидкой tabarro, которая с середины XVIII века стала простой и чёрной (домино), чтобы скрыть социальный статус человека.
Баута служила эффективным прикрытием для представителей любого сословия и пола и считалась идеальной маской и для высокопоставленных особ, которые любили анонимно ходить «в народ». Интересно, что нижняя часть её была устроена таким образом, что человек мог есть и пить, не обнажая лица. Также благодаря своей форме, голос человека менялся, позволяя оставаться неузнаваемым. Одна из разновидностей этой маски называется «Bauta Casanova», в честь неизменно предпочитавшего её Казановы, и отличается от классической бауты наличием треуголки.

### Вольто

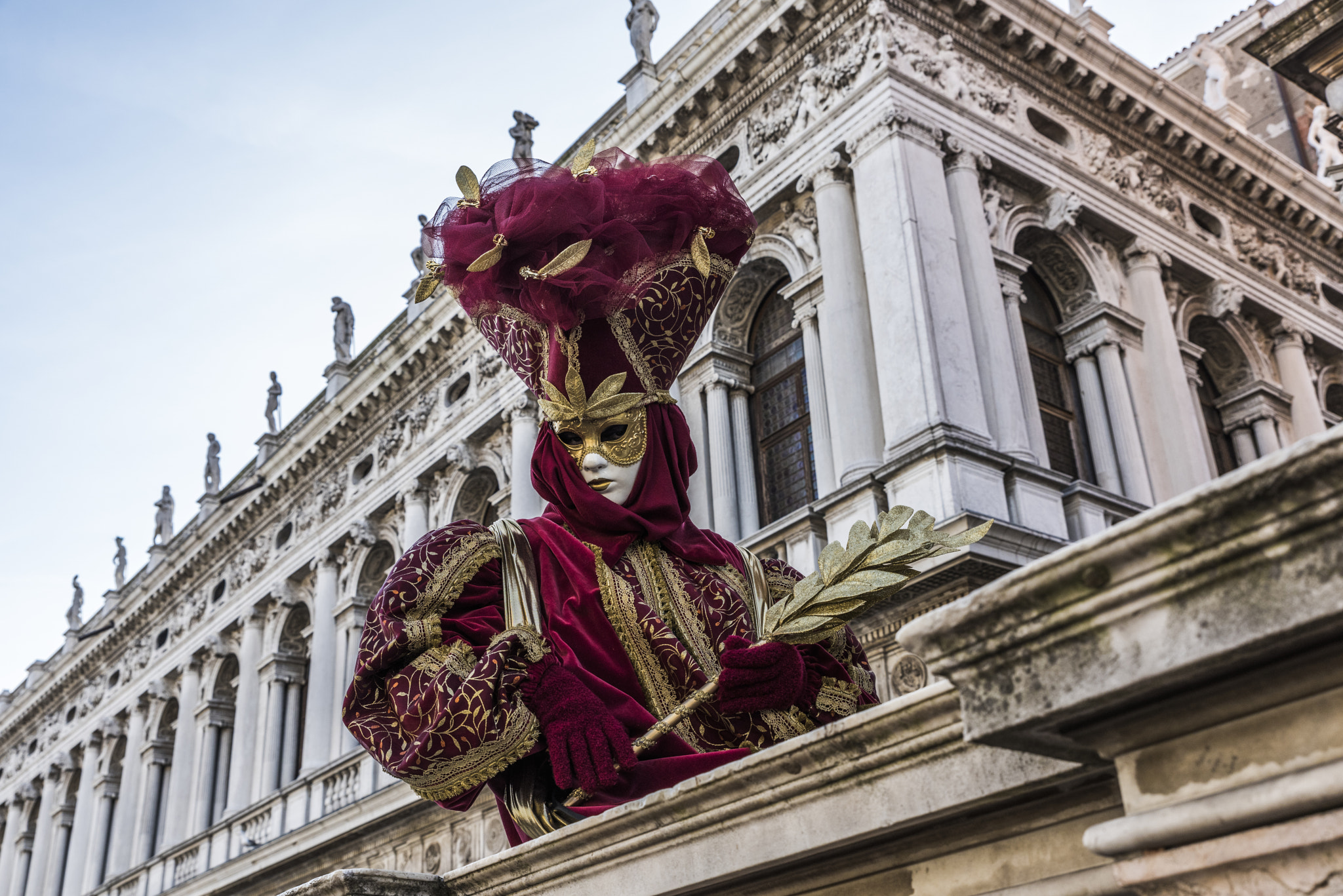
Вольто в 2011 году

Маска Вольто (Volto) также известна как «Гражданин», поскольку её носили в дозволенные дни рядовые горожане. Вольто — наиболее нейтральная из всех масок, копирующая классическую форму человеческого лица. Она крепилась к голове лентами (у некоторых вольто вместо тесёмок на подбородке имелась ручка).

### Венецианская Дама
Маска Дамы (итал. Dama di Venezia) изображает знатную венецианку эпохи Тициана — нарядную, увешанную драгоценностями, с замысловато уложенными волосами. У Дамы есть несколько разновидностей: Либерти, Валери, Саломея, Фантазия и др.

### Коломбина
Полумаска, часто украшается золотом, серебром, хрусталём и перьями. Маска была частью образа одноимённой актрисы в комедии дель арте. Согласно легенде, актриса была настолько красива, что не пожелала скрывать лицо, и специально для неё создали маску, закрывающую лишь часть лица.

### Моретта
Моретта (moretta) — овальная женская маска из чёрного бархата, которую держали зубами за специальный штырёк с внутренней стороны. Поэтому другое название маски — Servetta Muta (немая служанка). Изобретена маска во Франции.

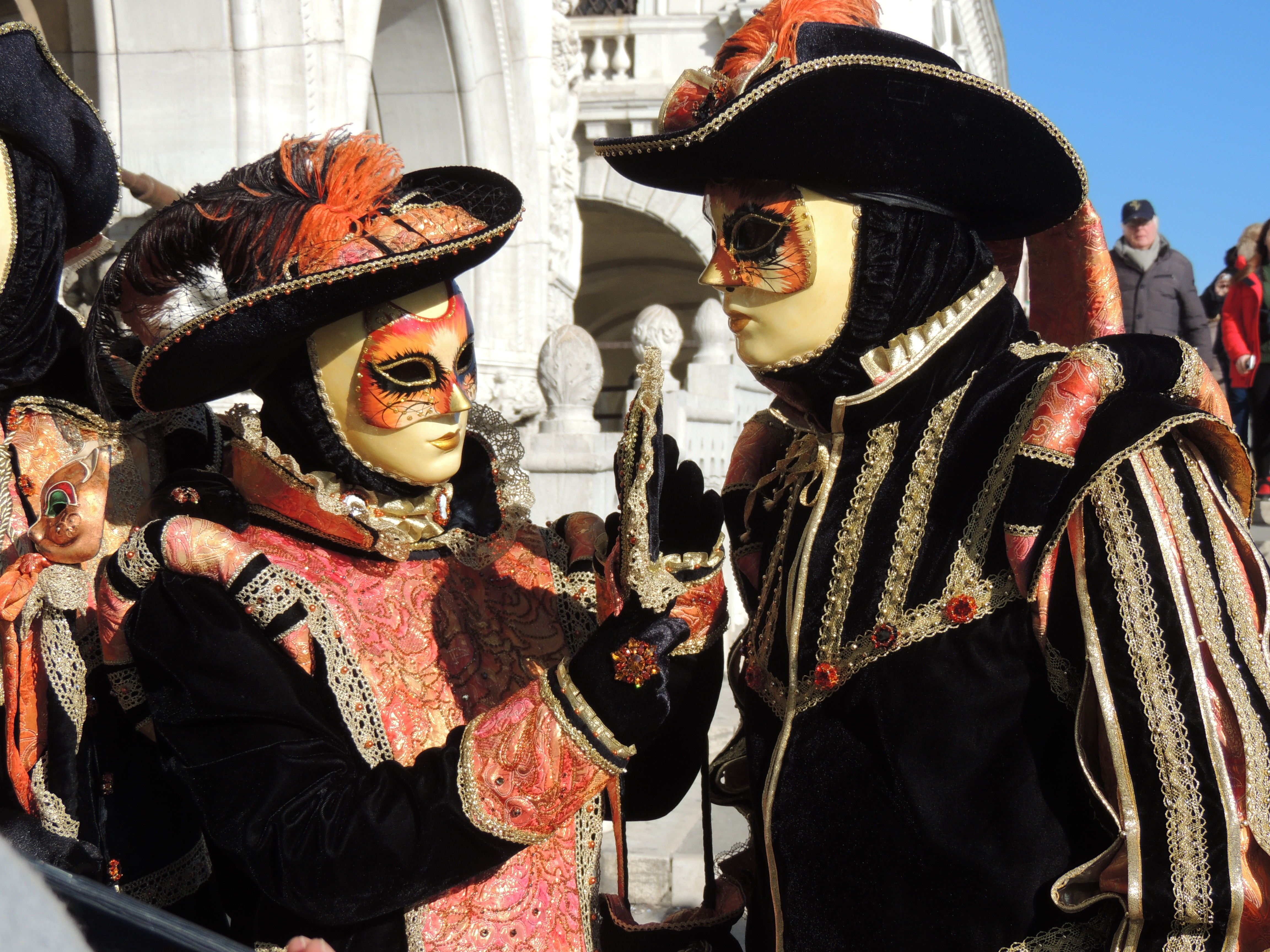
Вольто с полумаской кошки участников карнавала 2015 года

### Кот (Gatto)

#### Ньяга
Ньягу (gnaga), напоминавшую морду кошки, носили исключительно мужчины (часто гомосексуалы), изображавшие поведением, голосом и одеждой женщин. Название происходит от описания назального голоса Ньяги, похожего на мяуканье (gnaaww gaayy) и карканье вороны. Ньяги изображали старух, фриульских или неаполитанских девушек с лимонами и гитарами. Они шокировали окружающих беззастенчивыми непристойностями, похотливыми шутками и оскорблениями, привлекали внимание публики песнями и театрализованными сценками. Нередко их сопровождали мальчики, переодетые в младенцев. Число Ньяг выросло значительно в 1780-х годах.

### Чумной доктор(Medico della Peste)

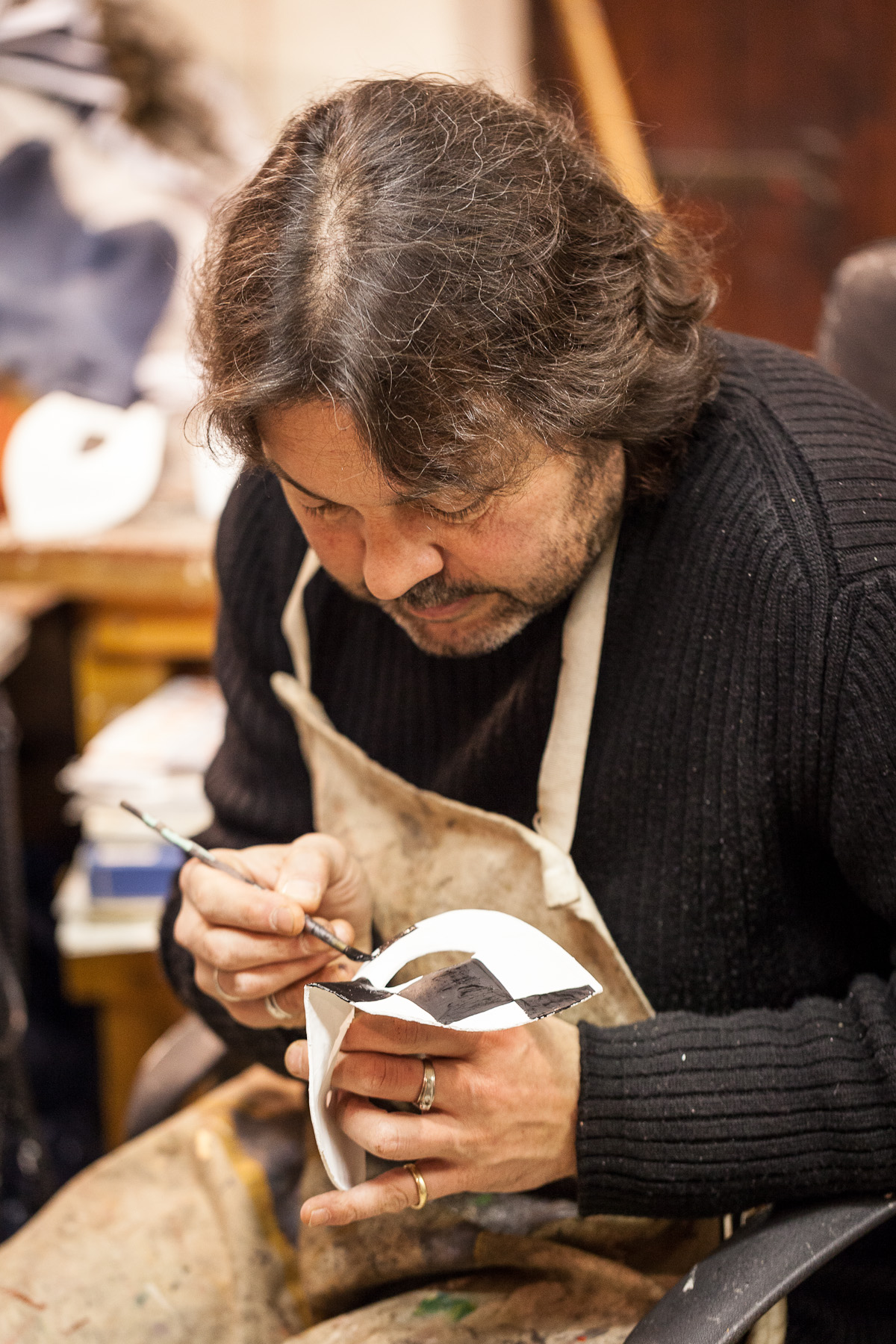
Роспись маски

В старину одним из самых страшных бедствий для Венеции была чума, которая посещала город несколько раз и унесла огромное количество жизней. Маску Medico della Peste в обычное время не носили, но во время эпидемии её надевали доктора, посещая пациентов. В её длинный клювообразный нос помещали различные ароматические масла и другие вещества — считалось, что они предохраняют от заражения чумой. Поверх одежды врач носил тёмный длинный плащ из льняной или вощёной материи, из-за чего изрядно походил на зловещую птицу, а в руке держал специальную палку — чтобы не прикасаться к зачумлённому руками.

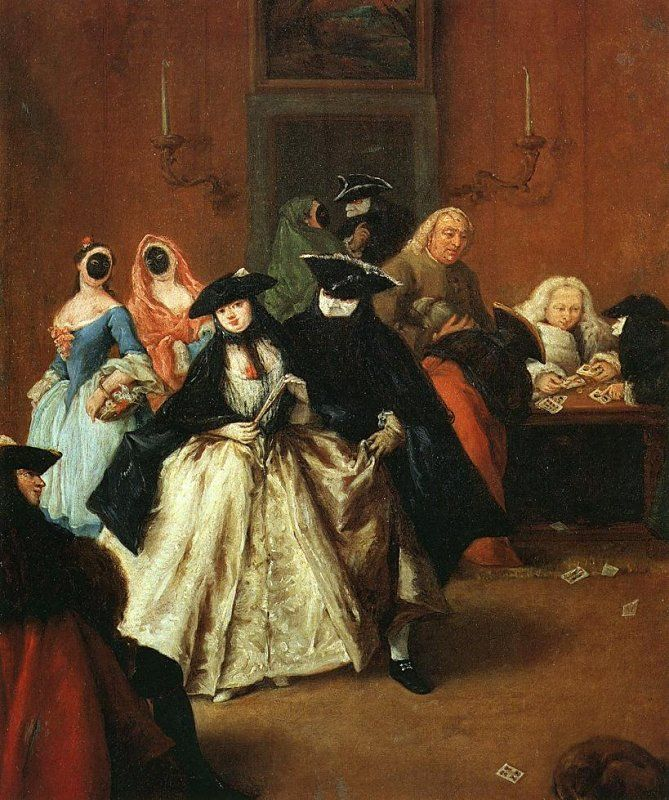
Пьетро Лонги Ридотто в Венеции (ок. 1750). Две Моретты, Дама и Баута
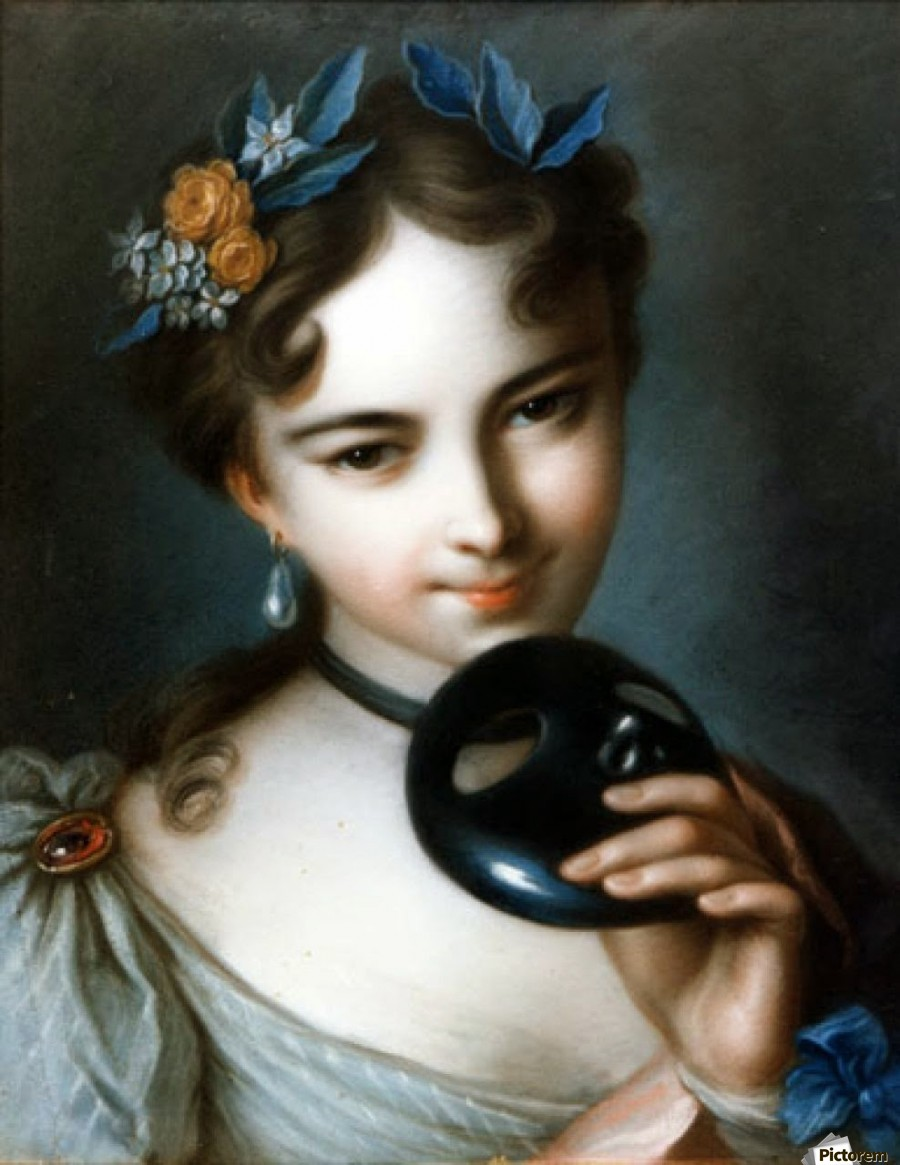
Шарль Куапель. Девушка с маской (1745). Моретта
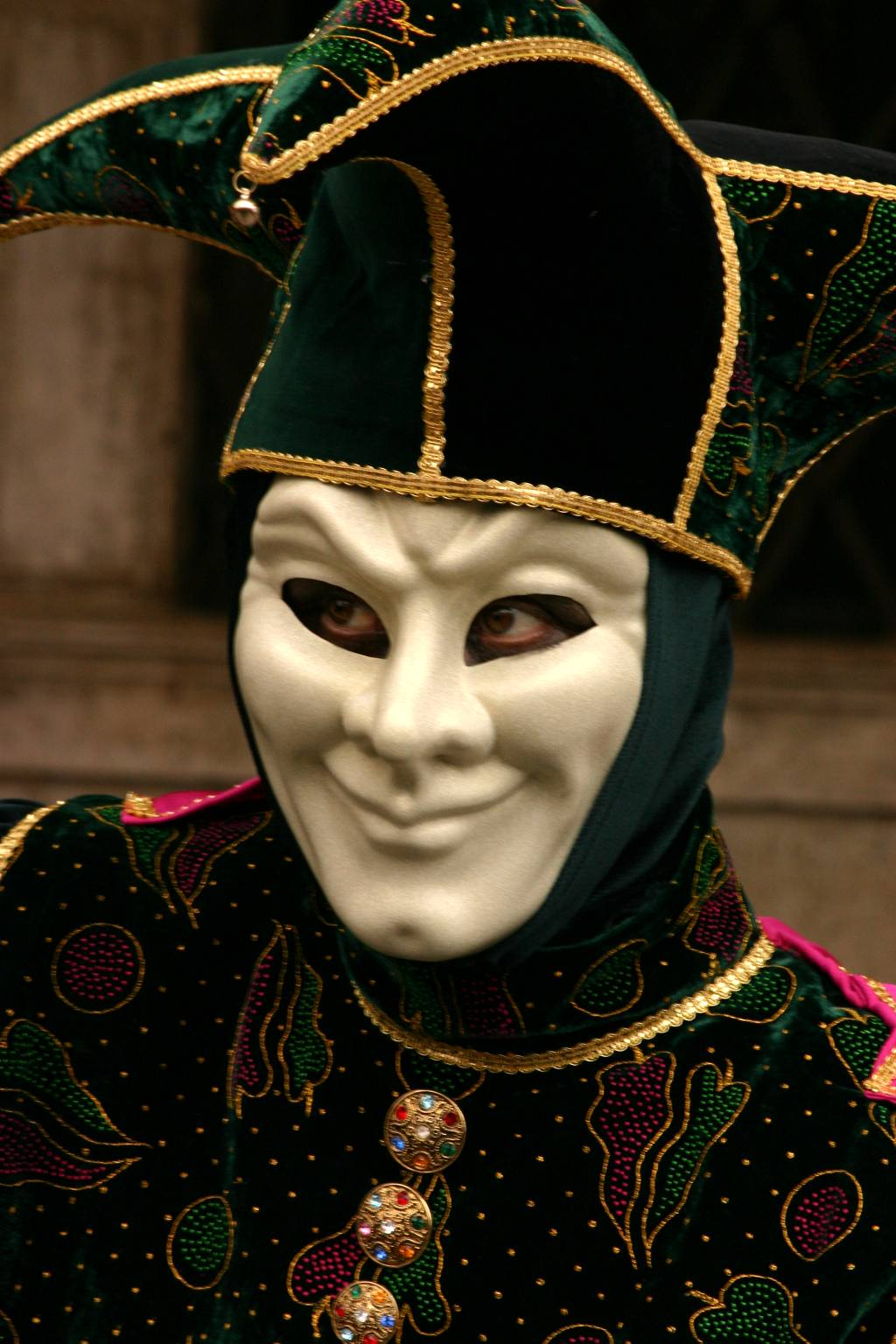
Шут, 2008 год
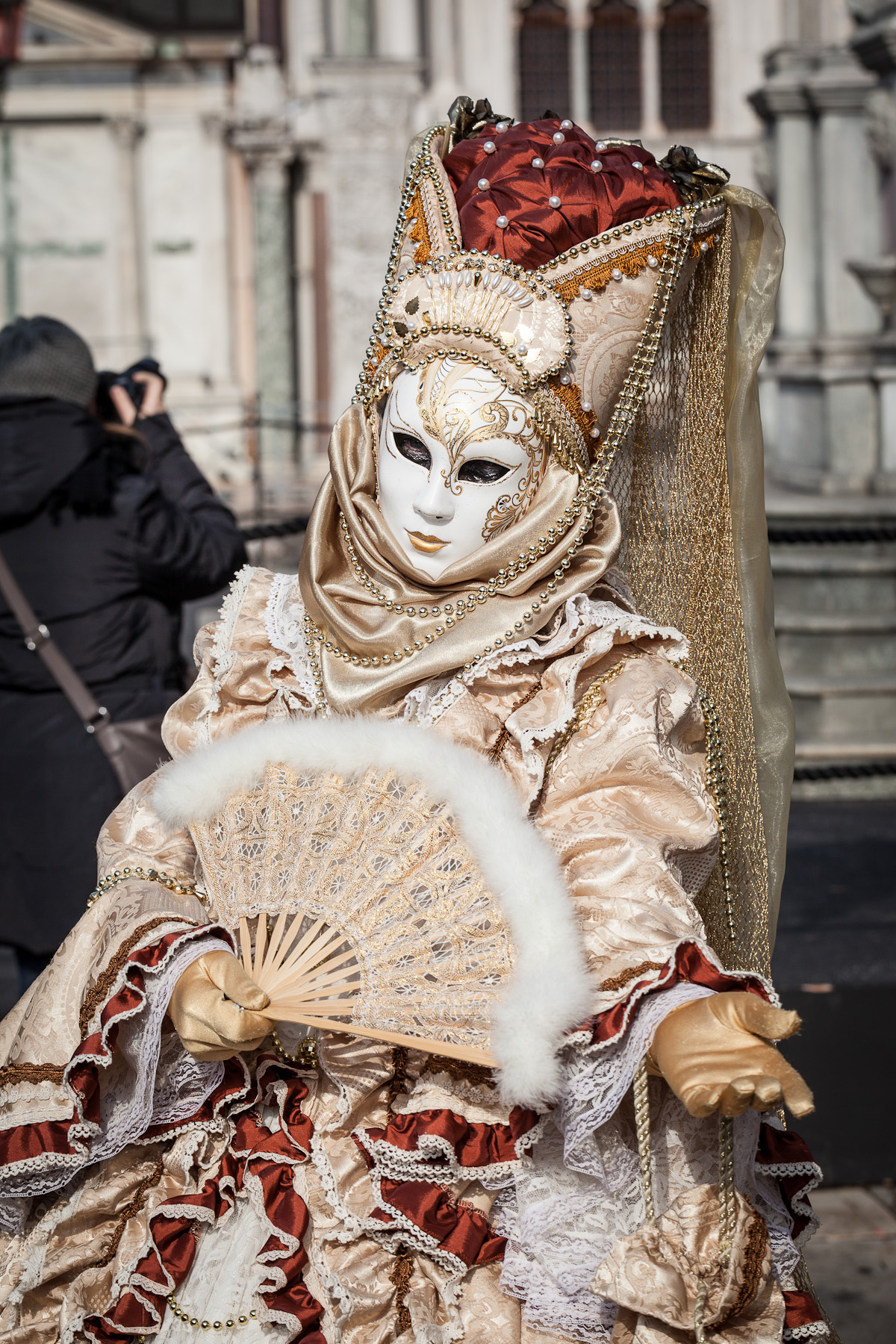
Дама, 2012 год
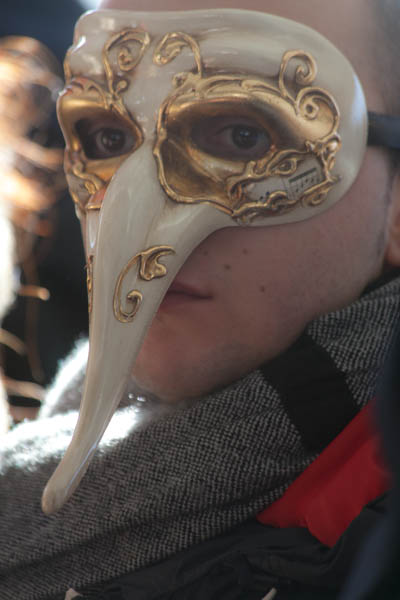
Скарамуш, 2013 год
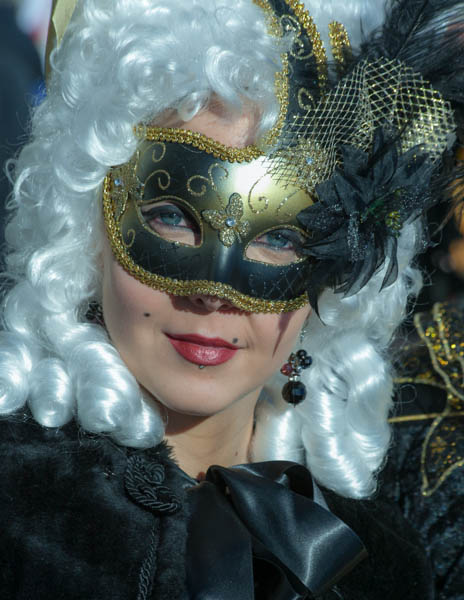
Коломбина, 2013  год
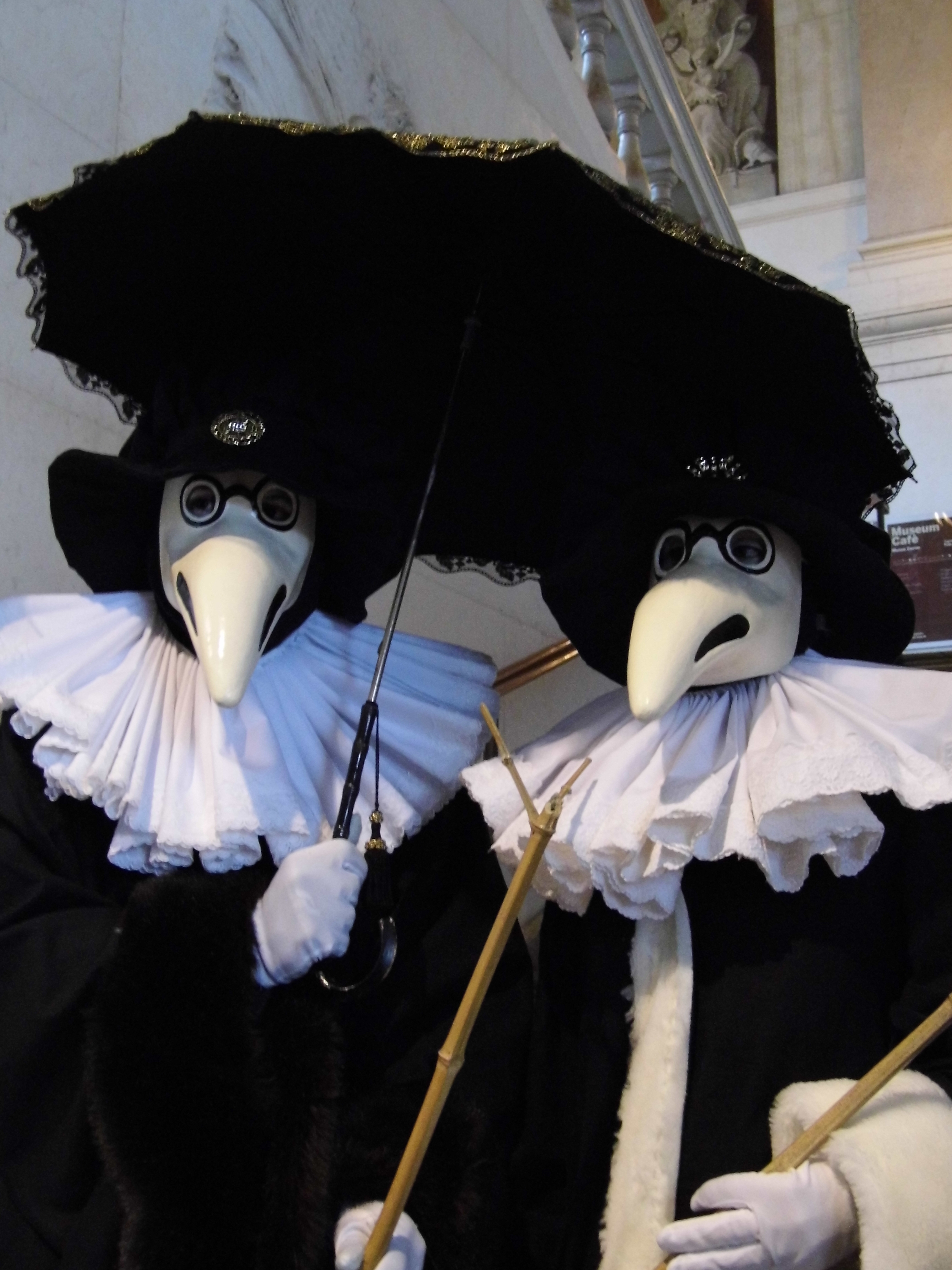
Чумной доктор, 2014 год

## Процесс изготовления
Процесс изготовления венецианской карнавальной маски внешне прост. Гипсовая форма, смазанная масляной основой, заполняется изнутри слоем папье-маше, приготовленного по особому рецепту. Полученная заготовка высушивается и шлифуется, затем в ней вырезают отверстия для глаз. После этого приступают к декору. Маски покрывают слоем специальной краски, чтобы они выглядели как старинные. Украшение маски — это медленный и кропотливый процесс, с использованием акриловых красок, золотой и серебряной фольги, эмали, лака, дорогих тканей, страз, перьев, бисера и т. п.